# فول ريفر ماركسمين
نادي فول ريفر ماركسمين (بالإنجليزية: Fall River Marksmen)‏ نادي كرة قدم أمريكي . تم تأسيس النادي في سنة 1922 ثم تم حل النادي في سنة 1931 . وكان مقره يقع في مدينة فول ريفر في ماساتشوستس